# Haplogruppe N (mtDNA)

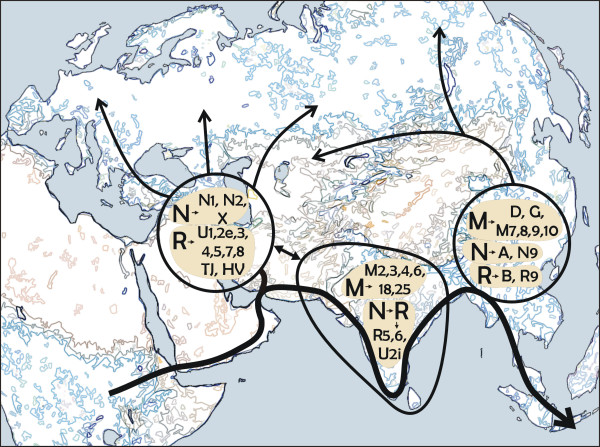
Vermutete Migrationsroute im Sinne der Out-of-Africa-Theorie und gemäß der mitochondrialen DNA.

Die Haplogruppe N ist in der Humangenetik eine Haplogruppe der Mitochondrien (mtDNA).
Sie ist ein Nachkomme der Haplogruppe L3, die an der Auswanderung aus Afrika teilnahm; ihr Ursprung wird in Westasien vor etwa 50.000 bis 80.000 Jahren angenommen.
Haplogruppe N ist Vorfahr fast aller europäischen und ozeanischen Haplogruppen, zusätzlich zu vielen asiatischen und amerindischen. Es wird davon ausgegangen, dass sie in Westasien zur gleichen Zeit wie Haplogruppe M entstand. Diese Makrohaplogruppe umspannt mehrere Kontinente. Sie ist auch am Horn von Afrika in einer niedrigeren Frequenz präsent, die durch eine Rückwanderung nach Afrika vor 30.000 Jahren entstand, gemeinsam mit dem asiatischen Haplotyp M1 und anderen eurasischen Haplogruppen.
Zu den Nachkommen gehören auch die Makrohaplogruppe R (und ihre Nachkommen) und die Haplogruppen N1, A, I, S, W, X und Y.

## Stammbaum
Dieser phylogenetische Stammbaum der Subgruppen von Haplogruppe N basiert auf einer Veröffentlichung von Mannis van Oven und Manfred Kayser und anschließender wissenschaftlicher Forschung.
- N
  - N1'5
    - N1
      - N1a'c'd'e'I
        - N1a'd'e'I
          - N1a'e'I
            - Haplogruppe_N1a_(mtDNA)
              - N1a1
                - N1a1a

            - N1e'I
              - I
              - N1e

          - N1d

        - N1c

      - N1b
        - N1b1
          - N1b1a
          - N1b1b
          - N1b1c
            - N1b1d

        - N1b2

    - N5

  - N2
    - N2a
    - W

  - N9
    - N9a
      - N9a1'3
        - N9a1
        - N9a3

      - N9a2'4'5
        - N9a2
          - N9a2a'b
            - N9a2a
            - N9a2b

          - N9a2c
          - N9a2d

        - N9a4
        - N9a5

      - N9a6
        - N9a6a

    - N9b
      - N9b1
        - N9b1a
        - N9b1b
        - N9b1c
          - N9b1c1

      - N9b2
      - N9b3

    - Haplogruppe Y

  - N12
    - N12a

  - N13
  - N14
  - N21
  - N22
  - A
  - Haplogruppe S (mtDNA)
  - X
  - R

## Funde antiker Skelette der mtDNA-Haplogruppe N in Europa
2003: Zwei Cro-Magnon Exemplare aus der Paglicci Höhle, Apulia, Italien trugen Haplogruppe N in sich. Diese Funde waren 23.000 und 24.000 Jahre alt.
2005/2010: Wolfgang Haak et al. sequenzierte mitochondriale DNA antiker Skelette (von ca. 5500 bis 4900 v. Chr.) aus Fundorten der Linienbandkeramik-Kultur in Deutschland und Österreich – von 38 gewonnenen DNA-Sequenzen hatten sechs Haplogruppe N1a.
2010: Die von Marie-France Deguilloux et al. untersuchten Überreste der Grablege eines Hügelgrabes in Deux Sevres, Frankreich, aus dem Jahre 4200 v. Chr. (Megalithkultur) wurden einer DNA-Analyse unterzogen. Ein Exemplar trug die Haplogruppe N1a in sich.
2011: Zsuzsanna Guba analysierte die mtDNA von elf jungsteinzeitlichen Skeletten aus Ungarn. Unter fünf Exemplaren der Körös-Kultur konnten zwei mit den Mutationen der Haplogruppe N9a entdeckt werden.
Funde aus der Antike/dem Mittelalter
2006: Die gefrorenen Überreste eines Mannes in den Bergen der Mongolei (Altai Republik) erwiesen ihn ebenfalls als Träger der mtDNA-Haplogruppe N1a. Der blonde Skythische Krieger lebte vor ca. 2005 Jahren.
2007: Eines von insgesamt 13 Skeletten in dem mittelalterlichen Friedhof in Riisby, Dänemark (gegründet 1000 n. Chr.) trug die für Skandinavien äußerst seltene Hg N1a.
2007: Ebenfalls selten war die Existenz der Haplogruppe N1a in Ungarn des 10.–11. Jahrhunderts. In einer Studie von 2007 fand man wenige Skelette mit dieser Haplogruppe von Personen mit hohem Status, wogegen Personen von geringerem Status andere, Westeurasien-typischere, Haplogruppen trugen.
2008: In Sagalassos, Südwesten Anatoliens, wurden reichhaltige Funde gemacht und insgesamt 85 Skelette ausgegraben. Nachdem die DNA-Sequenzen gewonnen waren, stellte man bei einigen die mtDNA Hg N (evtl. N1b) fest. Die Grabungsfunde datieren auf einen Zeitraum von 200 Jahren (11.–13. Jh.) und dieses Gebiet war zu dieser Zeit byzantinisch.
Ludwig XVI von Frankreich
Reste des Blutes von Ludwig XVI. wurden 2010 einem DNA-Test unterzogen. Überraschend war die ungewöhnliche, antike mtDNA Haplogruppe N1b 176G. Auch seine männliche Hg konnte so ermittelt werden.

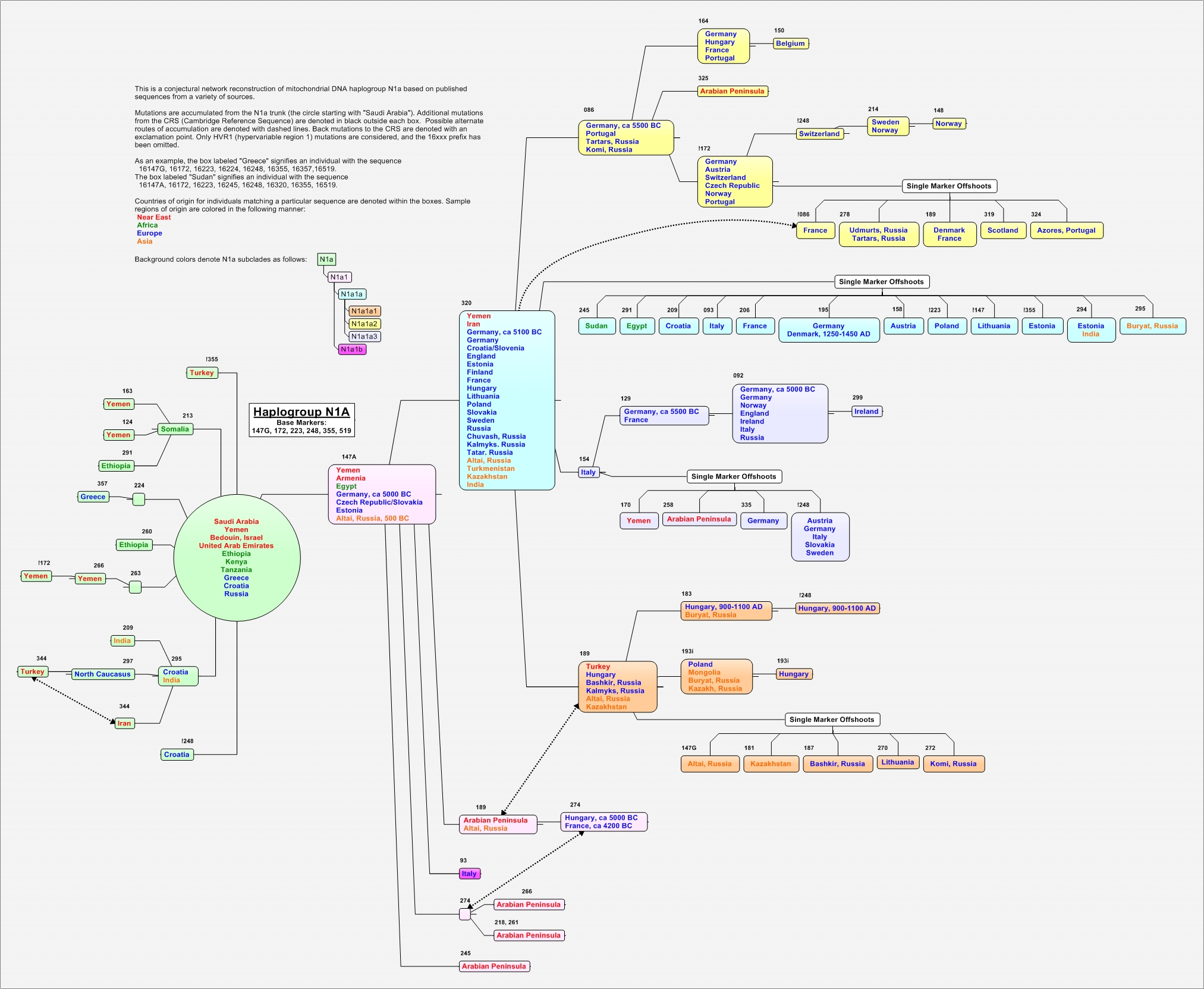
Rekonstruiertes Netzwerk der mitochondrialen DNA der Haplogruppe N1a